# Саобраћај у Пољској
Република Пољска је средњоевропска земља са излазом на море, а која се простире кроз неколико значајних европских области (Северна европска низија, Балтик, област Карпата, долине Одре и Висле). Све ово погодује развоју прометног саобраћаја и великом прометном значају земље.
Пољска има развијен друмски, железнички, ваздушни и водни саобраћај. Главни саобраћајни чвор у земљи је главни град, Варшава, али су значајна чворишта и Слонска област, Тројмјасто (Гдањска област), Краков, Лођ, Вроцлав, Познањ.

## Железнички саобраћај
„Пољске државне железнице“ или „ПКП“ (пољ. Polskie Koleje Państwowe) је четврто по величини железничко предузеће у целој Европи, а састоји се од низа мањих и усмерених предузећа. Поред ПКПа у земљи постоји још неколико мањих предузећа са радом на пољу железнице.
Укупна дужина железничке мреже у Пољској је 21.639 km, од чега је 11.626 km елекрификовано. Дужина пруга са два колосека је 8.978 km. Железница уског колосека такође постоји и дуга је 646 km. Железничка мрежа у држави је веома густа, а у свим значајнијим градовима главне железничке станице се налзе у средиштима. Тренутно се пуно тога ради на обнови железнице, посебно на стварању услова за брзе железничке линије (брзина 140-160 km/час) на пругама:
- Варшава - Краков - Катовице, дужина 221 km, једина пруга која је данас прилагођена великим брзинама
- Варшава - Кутно - Познањ - граница са Немачком, у изградњи
- Варшава - Гдањск - Гдиња, у изградњи
- Варшава - Лођ, у изградњи
- Варшава - Сједлице - граница са Белорусијом, у плану
- Варшава - Пулави - Лублин, у плану
- Ополе - Вроцлав - Легњица - граница са Немачком, у плану Једини град у држави са метро системом је Варшава (погледати: Варшавски метро). Он се тренутно састоји од 1 метро линије, а друга је у изградњи. Варшава поседује и развијену мрежу приградске железнице. Трамвајски превоз приступан је у свим већим градовима (преко 30 њих).

Железничка веза са суседним земљама:
- Словачка - да
- Чешка Република - да
- Немачка - да
- Русија (Калињинградска област) - да, уз промену ширине колосека
- Литванија - да, уз промену ширине колосека
- Белорусија - да, уз промену ширине колосека
- Украјина - да, уз промену ширине колосека

## Друмски саобраћај
Укупна дужина путева у Пољској је 423.356 km, од тога са чврстом подлогом 295.356 km (2003. године). Дужина ауто-путева је тада износила 665 km, што је мало спрам величине државе и њених потреба. Због тога се у протеклим годинама изградња нових деоница интензивирала, а то ће бити важно и у будућности. Ауто-путеви носе двојну ознаку „А+број“, а магистрални државни путеви су означени бројем. У Пољској постоје чак 94 магистрална пута, а неки од њих на појединим деоницама имају у 4 траке (полуауто-путеви). Постоје и градски ауто-путеви у Варшави и Слонској области.
Ауто-путеви у Пољској (тренутно постојећи и у изградњи) су:
- Ауто-пут А1, Гдањск - Торуњ - Лођ - Ченстохова - Гливице - граница са Чешком, укупна дужина 564 km, савремени ауто-пут изграђен на две мале деонице у близини Лођа и Тројмјаста, очекивани завршетак ауто-пута 2012. године.
- Ауто-пут А2, граница са Немачком - Познањ - Лођ - Варшава - Сједлице - граница са Белорусијом, укупна дужина 651 km, савремени ауто-пут изграђен на деоници Познањ - Варшава, очекивани завршетак ауто-пута 2013. године.
- Ауто-пут А4, граница са Немачком - Вроцлав - Ополе - Катовице - Краков - Жешов - граница са Украјином, укупна дужина 670 km, савремени ауто-пут изграђен на већин делом од немачке границе до Кракова, очекивани завршетак ауто-пута 2013. године.
- Ауто-пут А6, граница са Немачком - Шчећин, укупна дужина 21 km, данашњи ауто-пут још из времена Нацистичке Немачке.
- Ауто-пут А8, аутпутни „прстен“ око Вроцлава, укупна дужина 21 km, савремени ауто-пут у изградњи.
- Ауто-пут А18, граница са Немачком - Болеславјец (веза на Ауто-пут А4), укупна дужина 75 km, савремени ауто-пут у изградњи.

## Водени саобраћај
Пољска је приморска земља и излази на Балтичко море. У држави постоје две значајне поморске лука, од којих је најважнија лука у оквиру Тројмјаста (Гдањск- стара лука, Гдиња-нова лука). Друга лука је Шчећин. Обе луке су настале на ушћима великих река, Гдањск на ушћу Висле, а Шчећин на ушћу Одре. Мање поморске луке су Устка и Колобжег.
Унутаркопнени водени путеви у Пољској су дуги чак 3.812 kmи њих чине пловне реке и канали (1996. године). Најважније реке за пловидбу су Висла и Одра, а мање значајне су Буг и Варта. Велике речне луке на Висли су: Варшава, Торуњ, Бидгошч, Груђондз, а на Одри су: Ополе, Вроцлав, Зјелона Гора, Костшин на Одри.
Постоји и омањи саобраћај по Мазурским језерима, али је он мањег значаја и углавном намењен у туристичке сврхе.

## Гасоводи и нафтоводи
Нафтовод: Дужина токова је 2.280 km(2006. године).
Гасовод: Дужина токова је 13.500 km (2006. године).

## Ваздушни транспорт
У Пољској се налази седиште неколико авио-компанија, од којих је најпознатија ЛОТ пољске авио линије. Позната је и нискотарифна авио-компанија Виз Ер.
Највећи и најважнији аеродром у земљи је варшавски Међународни аеродром „Фредерик Шопен“, који се налази у склопу градског подручја и добро је повезан са градом (аутобуске и трамвајске везе). Промет на овам аеродрому чини нешто мање од половине промета свих пољских комерцијалних аеродрома. После варшавског аеродрома други по значају и промету је Краковски аеродром, такође познат изван оквира земље, а блиско повезан са цветајућим туризмом старог Кракова. Већина других аеродрома служи за нискотарифне летове и у свом промету ослања се или на туризам или на пољску дијаспору.
У Пољској постоје и 2 званично уписана хелиодрома (2005. године).